# Zasavski partizanski bataljon
Zasavski partizanski bataljon tudi Zasavski bataljon Lojzeta Hohkrauta, ki je bil ob ustanovitvi najprej imenovan Moravški partizanski bataljon, je bil slovenski partizanski bataljon med drugo svetovno vojno.
Moravški partizanski bataljon je ustanovil štab II. grupe odredov dne 17. september 1942 ter imenoval za njegovega komandanta F. Poglajena, za političnega komisarja pa J. Berkopca. Jedro bataljona je sestavljala Moravška partizanska četa, za operativno območje pa so mu določili Zasavje in kraje okoli Moravč. Bataljon je imel kmalu okoli 100 borcev, ki so bili razporejeni v 3 čete s katerimi je uspešno izvajal akcije na zasavski železnici ter z nadzorom območja Litije in Zagorja ob Savi ustvaril možnosti za dobre zveze med organi NOV  na Dolenjskem in Štajerskem. Po veliki mobilizaciji vpoklicancev v nemško vojsko v začetku leta 1943 se je pripad domačinov v bataljon tako povečal, da je ob preoblikovanju štajerskih enot 14. januara 1943, ko je bil vključen v Kamniško-savinjski odred (takrat so bataljon tudi preimenovali iz Moravškega v Zasavski bataljon), poslal okoli 60 partizanov v ponovno ustanovljeni Savinjski partizanski bataljon. V prvem polletju 1943 je Zasavski bataljon sodeloval zlasti s Kamniškim bataljonom in z njim izvedel nekaj uspešnih akcij: napadi na nemške postojanke v Dolu pri Ljubljani, Zgornjem Tuhinju in Moravčah, sam pa sabotažne akcije v premogovniku Zagorje ob Savi in napad na gestapovsko šolo v Ponovičah.
Operativno območje Zasavskega bataljona je bilo zelo pomembno tudi za okupatorja, zato je ta proti njemu organiziral številne hajke, ki pa jih je bataljon uspešno prestal; le konec februarja 1943 se je moral pred nemško premočjo za krajši čas umakniti na Dolenjsko, sicer pa je vztrajal na svojem operativnem območju. Bataljon je bil 6. avgusta 1943 vključen v Šlandrovo brigado. 